# Васил Василев (генерал-полковник)
Вижте пояснителната страница за други личности с името Васил Василев.
Вижте пояснителната страница за други личности с името Васил Василев (офицер).
Васил Вълчев Василев е български инженер, офицер, генерал-полковник от Строителни войски и политик от БКП.

## Биография
Роден е на 3 април 1933 г. във врачанското село Старо село. След 9 септември 1944 г. става секретар на Комсомолската организация в родното си село. През 1951 г. завършва гимназия в Мездра. Между 1952 и 1955 г. учи в Народното училище за трудови офицери „ген. Благой Иванов“. Започва работа на обект в софийското село Габер. Членува в БКП от 1956 г. В отделни периоди е на работа към Видинската напоителна станция, помпената станция в село Гомотарци и към Окръжното пътно управление във Враца. През 1965 г. завършва специалност промишлено и гражданско строителство в Висшия институт по архитектура и строителство в София. Започва да работи като технически ръководител във Враца. По-късно е групов ръководител, заместник главен инженер и началник на управление „Заводски строежи“. Работи на обектите на Химкомбината край Враца, този край Видин, Текстилният комбинат във Враца, Циментовият завод в Бели извор, заводите край Ботевград, ТЕЦ „Бобовдол“. От 1967 до 1973 г. е член на Пленума на ОК на БКП във Враца и член на Изпълнителния комитет на Градския народен съвет.
От 1973 г. главен инженер на строителни войски с чин полковник. Същата година е повишен в заместник-началник на Строителни войски, отговарящ за строителството и началник на Техническото управление. През 1978 г. е назначен за началник на Главното управление на Строителни войски. Този пост заема до февруари 1993 г., когато е заменен от генерал Радослав Пешлеевски. Васил Василев отговаря за строежа на Девненския промишлен комплекс, Завода за обработка на алуминий, комбината за товарни автомобили „Мадара“, Завода за телове и стоманени въжета в Роман и Мемориалния комплекс в Бузлуджа и други. Член е на градския комитет на БКП в София. От 1981 до 1986 г. е кандидат-член на ЦК на БКП, а от 1986 до 1990 г. е член на ЦК на БКП. Има почетно звание „Герой на социалистическия труд“ (с указ № 354 от 7 февруари 1983) за строежа на Минно-обогатителен комбинат „Елаците“.. В периода 1989-1998 г. е председател на Българската федерация по вдигане на тежести. Носител е на ордени „Червено знаме на труда“ (1967, 1970), ордени „Народна република България“ II ст. (1974), III ст. (1979), I ст. (1987).

## Образование
- Народното училище за трудови офицери „ген. Благой Иванов“ – (1952 – 1955)
- Висш институт по архитектура и строителство – до 1965

## Военни звания
- лейтенант – 1955
- полковник – 1973
- генерал-майор – 1974
- генерал-лейтенант – 1980
- генерал-полковник – 1985

## Отличия
- Герой на социалистическия труд на България – (7 февруари 1983)
- орден „Червено знаме на труда“ – (1967, 1970)
- орден „Народна република България“ – II ст. (1974), III ст. (1979), I ст. (1987)